# Yrjö Wichmann
Pour les articles homonymes, voir Wichmann.
Yrjö Jooseppi Wichmann (1868-1932) est un linguiste finlandais, spécialiste des langues permiennes, professeur de linguistique finno-ougrienne à l'université d'Helsinki de 1920 à 1932. 
En 1891-1892, puis à nouveau en 1894, il bénéficia de bourses de la Société finno-ougrienne pour effectuer des recherches sur la langue oudmourte. Il séjourna en Oudmourtie où il recueillit des centaines de contes, de chansons, de prières et d'énigmes. 
Il effectua également des recherches sur le komi et le mari, ainsi que sur les parlers csángós de Moldavie. 
Ses travaux portent principalement sur la phonétique historique et l'étymologie.